# Bakir Izetbegović
Bakir Izetbegović (Sarajevo, 28 giugno 1956) è un politico bosniaco, membro bosgnacco della Presidenza della Bosnia ed Erzegovina dal 10 novembre 2010 al 20 novembre 2018.

## Biografia
Figlio del primo presidente bosniaco Alija Izetbegović, Bakir frequentò le scuole a Sarajevo, dove si laureò presso la Facoltà di Architettura dell'Università di Sarajevo nel 1981.
Dal 1982 al 1992 Izetbegović ha lavorato come consulente per lo studio "Konsalting" di Sarajevo. Dal 1991 al 2003 è stato direttore dell'ufficio per gli edifici pubblici per la città e poi il cantone di Sarajevo. Durante la guerra (1992-1995) ha fatto da segretario personale al padre, il presidente Alija Izetbegović.
Tra il 1992 e il 2003 è stato membro del Consiglio cantonale di Sarajevo per lo SDA, e presidente del gruppo SDA nel 2000-2002. Dal 2002 al 2006 è stato membro del Comitato Centrale e presidente del SDA, e deputato all'Assemblea della Federazione di Bosnia ed Erzegovina. Dal 2003 al 2009 è stato vicepresidente dello SDA.
Come architetto, Bakir Izetbegović è stato coordinatore della costruzione della Biblioteca Gazi Husrev-Bey a Sarajevo, e del BBI Center. Dal 1995 al 1997 è stato membro del consiglio di amministrazione della squadra calcistica FK Sarajevo, e dal 1997 al 2000 è stato membro del consiglio di amministrazione del club di basket Bosna. Tra il 1999 e il 2003 è stato membro del consiglio di amministrazione della società umanitaria musulmana "Merhamet". Infine è stato membro del Parlamento della Comunità islamica di Bosnia ed Erzegovina dal 2000 al 2002.
Alle elezioni generali in Bosnia ed Erzegovina del 2006 è stato eletto all'Assemblea parlamentare della Bosnia ed Erzegovina, dove fino al 2010 è stato presidente del gruppo SDA e presidente della delegazione bosniaca all'Assemblea Parlamentare del Consiglio d'Europa.
Alle elezioni generali in Bosnia ed Erzegovina del 2010 Izetbegović è stato eletto alla Presidenza della Bosnia ed Erzegovina come membro bosgnacco. Izetbegović è arrivato primo di nove candidati con il 35% dei voti. Il secondo classificato, Fahrudin Radončić, ha ottenuto il 31% dei voti, mentre il presidente in carica Haris Silajdžić ha raccolto il 25%. Sei altri candidati si sono divisi il restante 9% dei voti espressi.
Alle elezioni generali in Bosnia ed Erzegovina del 2014, Izetbegović ha ottenuto 247,235 voti, 32,8% del totale, ed è stato rieletto come membro bosgnacco della Presidenza del paese. È stato seguito da Fahrudin Radončić (26,7%) e Emir Suljagić (15,1%). Sette altri candidati si sono divisi il restante 25% dei voti espressi.
Dal 26 maggio 2015 Bakir Izetbegović è presidente del Partito d'Azione Democratica.
È sposato con Sebija e ha una figlia, Jasmina.